# Charles Hardinge
Charles Hardinge 1r baró Hardinge of Penshurst KG, GCB, GCSI, GCMG, GCIE, GCVO, ISO, PC, (20 de juny de 1858 - Penshurst, Kent, 2 d'agost de 1944) va ser un diplomàtic i polític britànic que va servir com a governador general de l'Índia de 1910 a 1916.

## Carrera professional
Hardinge va ser el segon fill de Charles Hardinge, segon vescomte Hardinge, i net de Henry Hardinge, 1r vescomte Hardinge, antic Governador General de l'Índia. Va ser educat a Harrow School i el Trinity College de Cambridge. Va accedir al servei diplomàtic el 1880, convertint-se en ambaixador a Rússia el 1904. L'any 1906 va ser ascendit al lloc de Sotssecretari Permanent d'Afers Estrangers, treballant, malgrat el seu conservadorisme, al costat del Secretari d'Estat d'Afers Estrangers, el liberal Edward Grey.

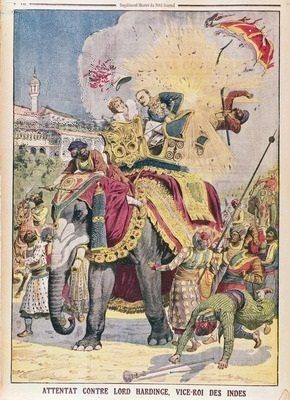
Intent d'assassinat l'any 1912.

 El 1910, Hardinge va ser elevat a la dignitat de Baró, atorgant-se-li el títol de Baró Hardinge de Penshurst, i va ser nomenat pel govern d'Asquith, Virrei de l'Índia. El seu període de mandat va ser un dels més memorables, destacant la visita de Jordi V i la reunió Delhi Durbar de 1911, així com el trasllat de la capital des de Calcuta a Nova Delhi el 1912.
Encara que Hardinge va ser objecte d'alguns intents d'assassinat per nacionalistes indis, el seu mandat va viure un bon moment en les relacions entre l'administració britànica i els nacionalistes indis, gràcies a l'Acta de Govern de l'Índia de 1909, a la pròpia admiració d'Hardinge per Mohandas Gandhi, i a les crítiques a les mesures migratòries antiíndies de la política sud-africana.
Els esforços d'Hardinge van ser d'especial valor el 1914 durant la Primera Guerra Mundial. A causa de les millorades relacions entre les colònies, Gran Bretanya va poder desplegar quasi totes les seves tropes a l'Índia així com moltes tropes de nadius en àrees fora d'ella. En particular, l'exèrcit indi britànic va ser capaç de tenir un paper important a la campanya de Mesopotàmia.
L'any 1916, Hardinge va tornar al seu antic lloc a Gran Bretanya, a les ordres en aquest cas d'Arthur Balfour. El 1920, es va convertir en ambaixador a França abans de la seva jubilació el 1922.

## Títols
- Juny 1858 fins a juliol 1895: L'Honorable Charles Hardinge
- Juliol 1895-abril 1903: L'Honorable Charles Hardinge, CB.[4]
- Abril de 1903 -7 de març 1904: L'Honorable Charles Hardinge, CB, CVO.[5]
- Març 7 a 26 1904: El Molt Honorable Charles Hardinge, CB, CVO, PC.[6]
- Març 26-abril 28, 1904: El Molt Honorable Sir Charles Hardinge, KCMG, CB, CVO, PC.[7]
- 28 abril fins al 10 Maig 1904: La seva Excel·lència el Molt Honorable Sir Charles Hardinge, KCMG, CB, CVO, PC.[8]
- 10 maig 1904- 2 gener 1905: La seva Excel·lència el Molt Honorable Sir Charles Hardinge, KCMG, KCVO, CB, PC.[9]
- 2 gener fins al 9 novembre de 1905: La seva Excel·lència el Molt Honorable Sir Charles Hardinge, GCMG, KCVO, CB, PC.[10]
- 9 novembre 1905-juny 1906: El Molt Honorable Sir Charles Hardinge,  GCMG, GCVO, CB, PC
- Juny 1906 - 23 de juny 1910. El Molt Honorable Sir Charles Hardinge, GCMG, GCVO, CB, PC, ISO.[11]
- 23 juny a 2 agost 1910: El Molt Honorable Sir Charles Hardinge,  GCB, GCMG, GCVO, PC, ISO.[12]
- 2 agost a 23 novembre, 1910: El Molt Honorable Senyor Hardinge de Penshurst, GCB, GCMG, GCVO, PC, ISO.[13]
- 23 novembre 1910-24 març 1916: La seva Excel·lència el Molt Honorable Senyor Hardinge de Penshurst, GCB, GCSI, GCMG, GCIE, GCVO, PC, ISO, virrei i governador general de l'Índia
- 24 març-4 abril 1916: La seva Excel·lència el Molt Honorable Senyor Hardinge de Penshurst, KG, GCB, GCSI, GCMG, GCIE, GCVO, PC, ISO, virrei i governador general de l'Índia.[14]
- 4 abril 1916 a 27 novembre 1920: El Senyor Honorable Hardinge de Penshurst, KG, GCB, GCSI, GCMG, GCIE, GCVO, PC, ISO.
- 27 novembre 1920 fins a 1 febrer 1923: La seva Excel·lència el Molt Honorable Senyor Hardinge de Penshurst, KG, GCB, GCSI, GCMG, GCIE, GCVO, PC, ISO, HM Ambaixador Extraordinari i Plenipotenciari de la República Francesa.[15]
- 1 febrer 1923 fins a 2 agost 1944: El Senyor Honorable Hardinge de Penshurst, KG, GCB, GCSI, GCMG, GCIE, GCVO, PC, ISO.